# Budownictwo mixed-use

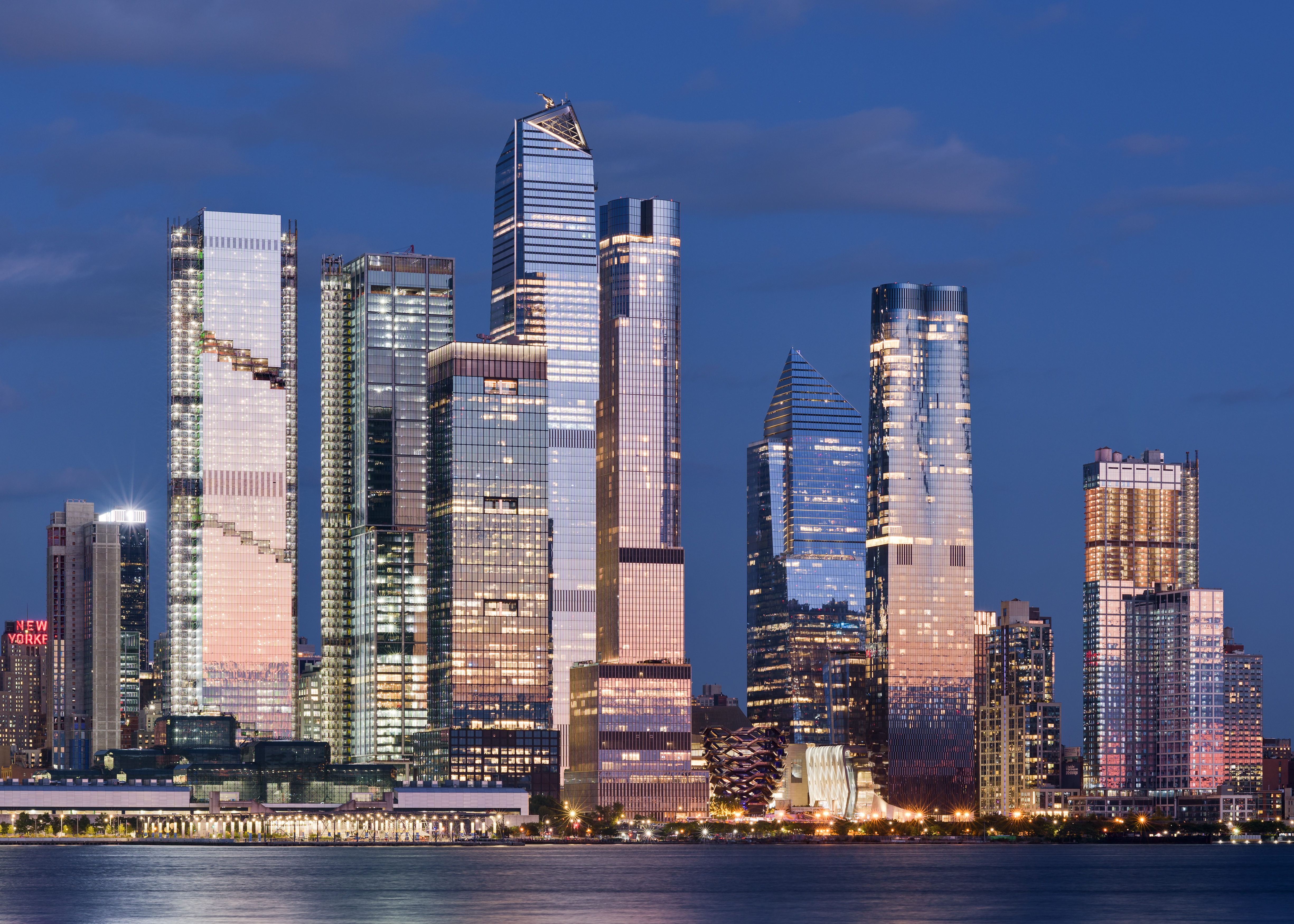
Hudson Yards w Nowym Jorku (2021) – jeden z największych projektów mixed-use w Stanach Zjednoczonych

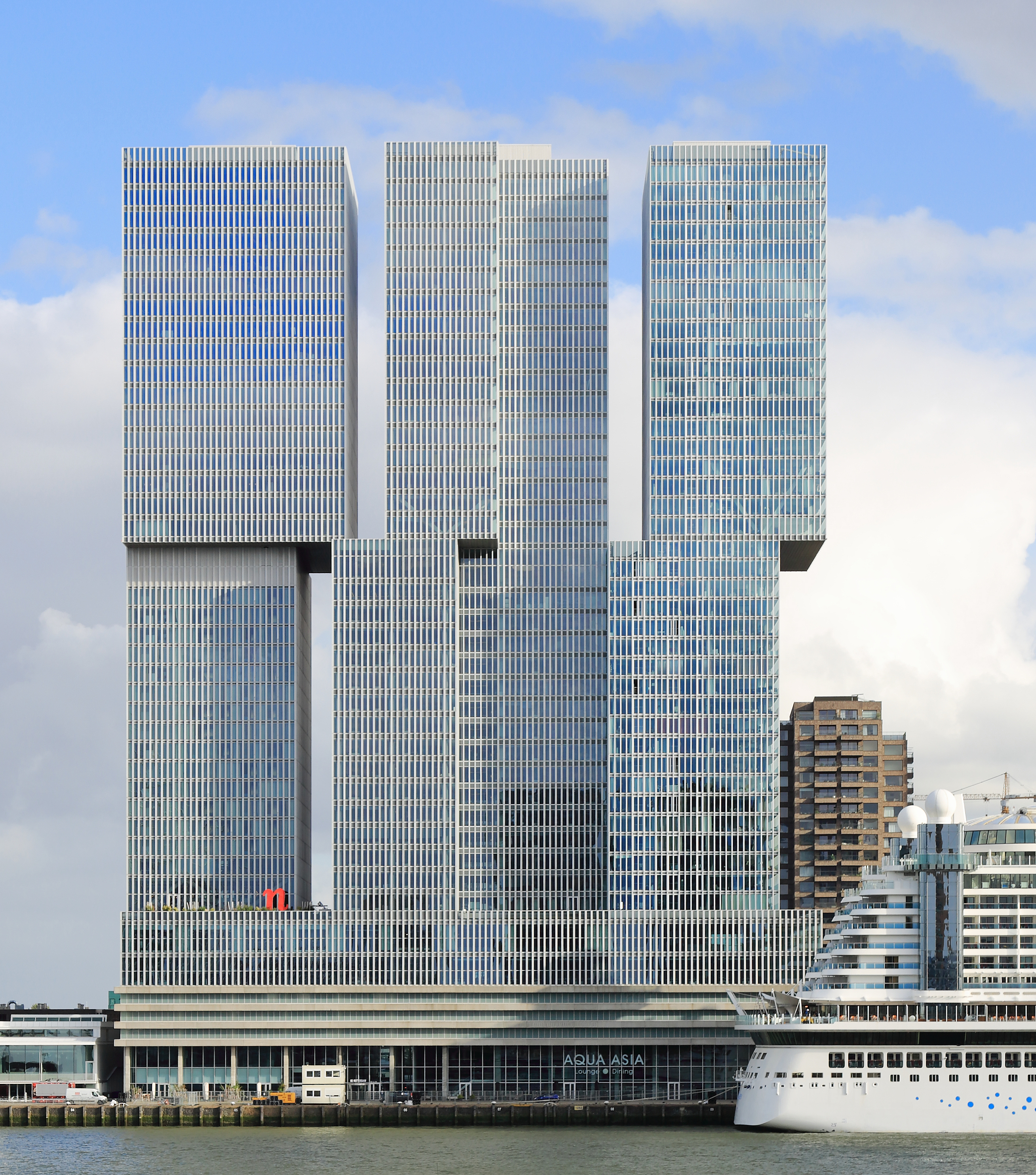
De Rotterdam w Rotterdamie – przykład kompleksu mixed-use, gdzie w trzech wieżowcach mieszczą się biura, apartamenty, hotel, sale konferencyjne, sklepy, restauracje i kawiarnie

Budownictwo mixed-use (także budownictwo wielofunkcyjne) – forma budownictwa, która w ramach jednego wspólnego budynku bądź całego kompleksu architektoniczno-urbanistycznego zakłada łączenie wielu (przeważnie trzech lub więcej) różnych funkcji, w tym mieszkaniowych, biurowych, handlowych, instytucjonalnych bądź rekreacyjnych.

## Charakterystyka
Kompleks mixed-use obejmuje różne komponenty, które razem tworzą spójny, wielofunkcyjny obiekt. Są to zazwyczaj następujące części: mieszkaniowa (m.in.: apartamenty, budynki wielorodzinne czy domy jednorodzinne), komercyjna (m.in.: sklepy, restauracje, kawiarnie i biura), kulturalna (w tym: muzea, teatry, galerie sztuki), instytucjonalna (m.in.: szkoły, uczelnie wyższe, szpitale i budynki administracyjne) i rozrywkowa (w tym: kina, parki czy obiekty sportowo-rekreacyjne), a także przemysłowa. Łączenie funkcji w obrębie tego samego budynku lub na tym samym obszarze odbywa się poprzez ich nakładanie się na siebie lub ich działanie w ramach sąsiedztwa.
Budownictwo mixed-use może mieć różną skalę, od pojedynczego budynku zajmowanego przez punkt handlowy na parterze i mieszkania na piętrze po cały kwartał bądź dzielnicę z budynkami o odrębnych, ale zgodnych ze sobą funkcjach, takimi jak m.in. centrum handlowe czy biurowiec, zlokalizowanymi obok wielorodzinnego kompleksu mieszkaniowego. Projekty mixed-use często obejmują przebudowę budynków i kwartałów zlokalizowanych w śródmiejskich dzielnicach, a część z nich łączy w sobie także rewitalizację zabytkowej tkanki urbanistycznej ich integrację z nową zabudową.
Budownictwo mixed-use jest zazwyczaj charakteryzowane jako przestrzeń przyjazną dla pieszych, oferującą mieszkańcom więcej możliwości życia i pracy w jednym sąsiedztwie, zmniejszając ich zależność od podróży samochodem. Mieszanie funkcji może również usprawnić dostęp do transportu publicznego i ułatwić kontakty międzyludzkie. Taka zabudowa wpisuje się także w koncepcję miasta 15-minutowego. Z drugiej zaś strony mieszanie funkcji nie gwarantuje dobrze zintegrowanego sąsiedztwa, a pojedynczy obiekt tego typu w centrum miasta może łączyć kilka zastosowań, pozostawiając całkowicie odciętą od życia ulicę.

## Budownictwo mixed-use w Polsce

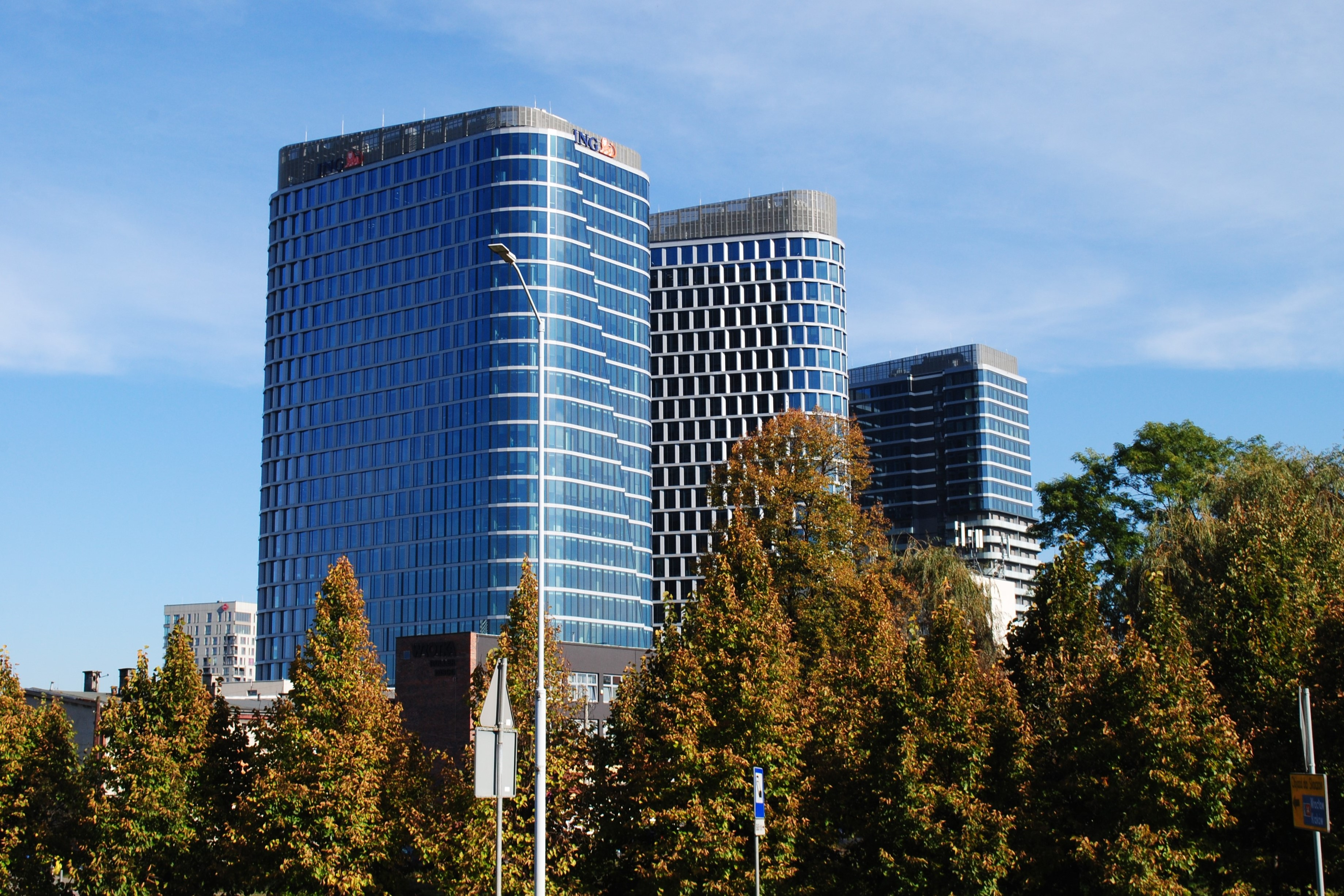
Global Office Park w Katowicach (2024)

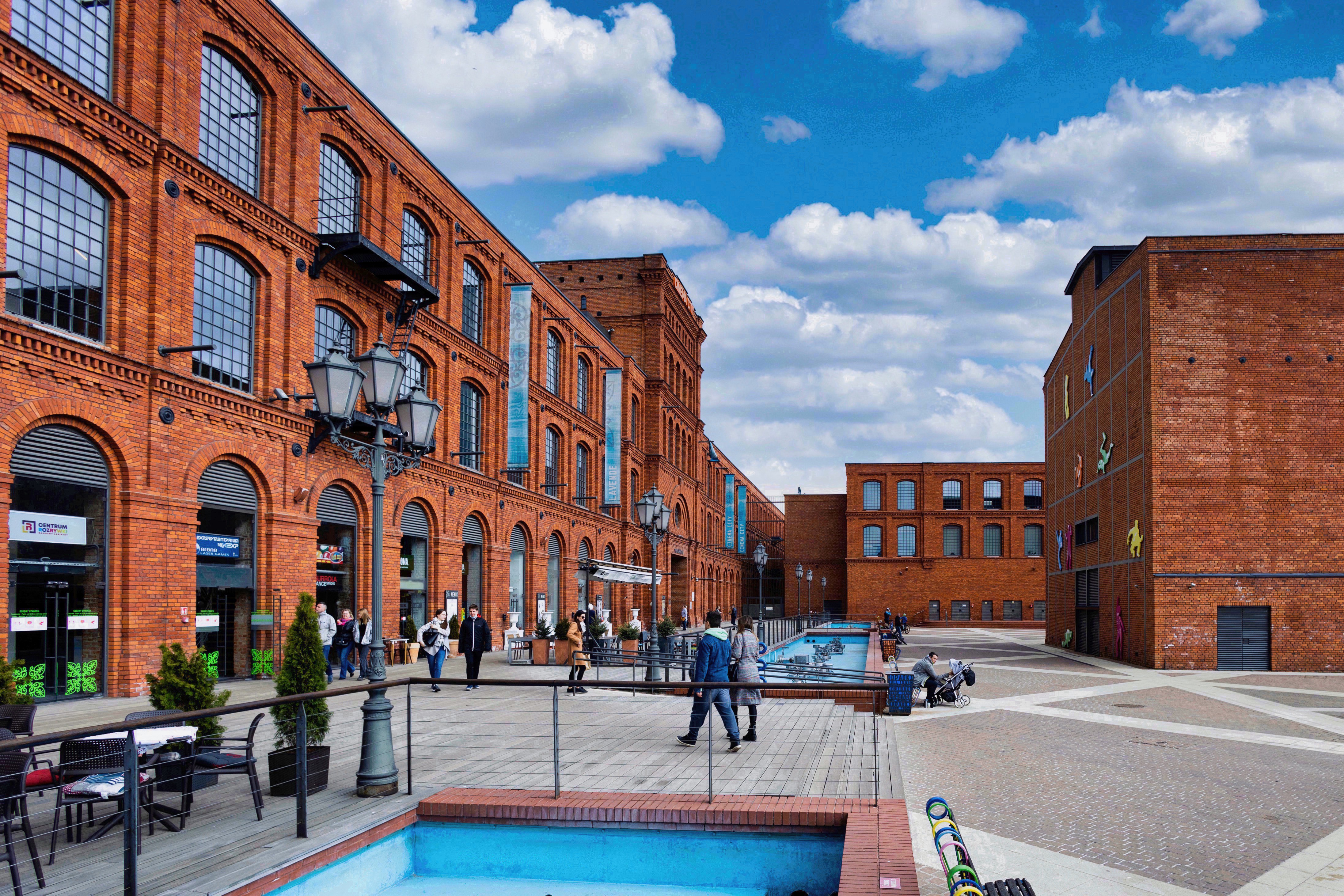
Manufaktura w Łodzi (2022)

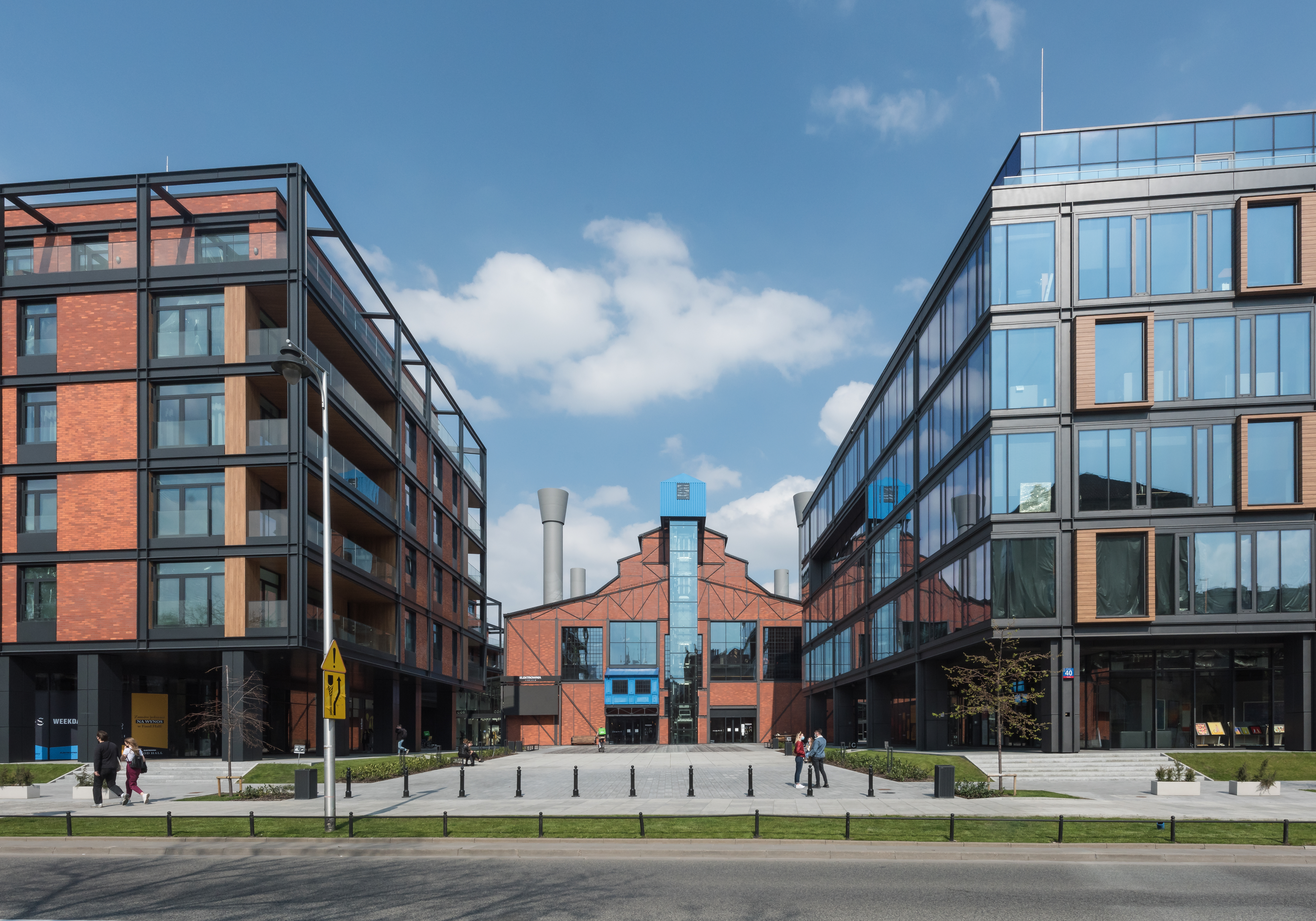
Elektrownia Powiśle w Warszawie (2021)

W Polsce pierwsze obiekty mixed-use zaczęły powstawać w latach 90. XX wieku, a do jednych z pierwszych, większych tego typu kompleksów zalicza się gdański Garnizon, łódzką Manufakturę czy Stary Browar w Poznaniu. Głównym miejscem realizacji budownictwa typu mixed-use jest Warszawa. Tam też są realizowane największe projekty wielofunkcyjne w Polsce.
Wybrane przykłady:
- Food Hall Montownia – Gdańsk[14]
- Garnizon – Gdańsk[15]
- Waterfront – Gdynia[14]
- Global Office Park – Katowice[16]
- Browar Lubicz – Kraków[16]
- Fabryczna City – Kraków[14]
- Fuzja – Łódź[10]
- Manufaktura – Łódź[16]
- Nowy Rynek – Poznań[16]
- Stara Rzeźnia – Poznań[14]
- Stary Browar – Poznań[13]
- Browary Warszawskie(inne języki) – Warszawa[10]
- Centrum Praskie Koneser – Warszawa[14]
- Elektrownia Powiśle – Warszawa[3]
- Fabryka Norblina(inne języki) – Warszawa[14]
- Towarowa 22(inne języki) – Warszawa[14]
- Bulwary Książęce – Wrocław[16]
- Sky Tower – Wrocław[4]
- Cukrownia – Żnin[16]